# Elkenődve
Az Elkenődve (Raisins) a South Park című rajzfilmsorozat 110. része (a 7. évad 14. epizódja). Elsőként 2003. december 10-én sugározták az Amerikai Egyesült Államokban.

## Cselekmény
|  | Alább a cselekmény részletei következnek! |

A fiúk éppen focizni készülnek, amikor Bebe közli Stannel, hogy barátnője, Wendy szakít vele. Stan megpróbálja visszaszerezni Wendyt, ezért ráveszi Kyle-t és Jimmyt, hogy beszéljenek Wendyvel, de ők sem tudnak neki segíteni.
Stan depressziós lesz és folyton csak a szakítás jár a fejében. Hogy eltereljék a figyelmét Wendyről, barátai elviszik a Mazsolákhoz; egy olyan étterembe, ahol csinos, fiatal lányok dolgoznak, Stan problémáját viszont ez sem oldja meg. Ezalatt Butters beleszeret az egyik pincérlányba, Lexusba és teljesen a hatása alá kerül, habár nyilvánvaló, hogy a lány nem törődik vele és csak Butters pénze érdekli.
Stan rájön, hogy az ő barátai képtelenek segíteni neki; csupán Wendy barátaira számíthat, ezért megkéri Bebét, hogy beszéljen Wendyvel. Bebe azt javasolja, hogy mutassa ki az érzéseit és játsszon Wendy ablaka alatt egy magnóból Peter Gabrielt. Amikor azonban ezt megteszi, Wendy Tokennel együtt bukkan fel az ablakban. Stan még inkább elkeseredik, amikor rádöbben, hogy Wendy már mást szeret.
Kyle idegesen közli Stannel, hogy ha ennyire depressziós, akkor lógjon a helyi darkos srácokkal. Stan megfogadja a tanácsot és össze is ismerkedik velük. Miközben a banda tagjai megszállottan próbálnak nonkonformisták lenni és szabályok nélkül élni, ironikus módon arra kényszerítik Stant, hogy alkalmazkodjon a normáikhoz.
Buttersnek elfogy az összes pénze, mert mindet elköltötte a Mazsoláknál, ezért plusz zsebpénzt kér szüleitől. Szülei (megkönnyebbülve, hogy korábbi gyanújukkal ellentétben fiuk mégsem homoszexuális) elhatározzák, hogy elkísérik őt az étterembe és megismerkednek Butters új „barátnőjével”. Amikor megérkeznek a Mazsolákhoz, azonnal rájönnek, hogy Lexus nem is szereti Butterst, csupán flörtöléssel akar tőle pénzt kicsalni. Ezt elmondják fiuknak is, de ő nem hisz nekik és úgy dönt, Lexusszal marad. Lexus viszont közli vele, hogy semmit sem akar tőle.
Butters kimegy az étteremből és sírni kezd a szakadó esőben. A (Stannel kiegészült) darkos csapat  találkozik vele és fájdalmát látva meghívják maguk közé, de Butters ezt nem fogadja el. Mint elmagyarázza, habár most szomorú, ez azért van, mert előtte igazán boldog volt. Szerinte a jó és a rossz dolgokat egyaránt el kell fogadni az életben, ettől érzi magát embernek. Stan rádöbben a Butters szavai mögött rejlő igazságra és otthagyja újdonsült barátait.
Stan élete ezután újra visszatér a normális kerékvágásba. Amikor az udvaron a többi gyerekkel focizik, feltűnik Wendy és Token, de Stant ez már nem érdekli. Csak annyira, hogy még egy-egy trágárságot a fejükhöz vágjon.

## Utalások
- A Mazsoláknál dolgozó lányok mindegyikét drága luxusautók után nevezték el (Lexus, Mercedes, Porsche, Ferrari).
- Miután Stan belép a gruftik közé, egy Edgar Allan Poe arcképét ábrázoló pólót hord és a többiek „Holló”-nak szólítják (utalás E. A. Poe híres versére). Alatta a „Nevermore” („Soha már”) felirat látható, amely szintén célzás a versre.
- A magnós jelenet közvetlen utalás az 1989-es Mondhatsz akármit (Say Anything) című filmre. A film szereplője azonban Peter Gabriel „In Your Eyes” című dalát játssza le, amely sokkal romantikusabb, mint a Stan által választott „Shock the Monkey”.
- Az egyik jelenetben Stan egy hídon áll és a vizet nézi; célzás a Peanuts képregények egy gyakori szituációjára.

## Érdekességek
- Ezt az epizódot nagyrészt Trey Parker menyasszonyával kapcsolatos élménye ihlette. A fájdalom, amit Stan elszenved, nagyon hasonlít arra, amelyet Trey Parker élt át, amikor rádöbbent, hogy exmenyasszonya, Liane Adamo megcsalta.[1] További érdekesség, hogy Wendy emlékeztet Liane Adamora.
- Butters ebben a részben a darkos csapatba még nem áll be, de később " A büntethetetlen "című részben már beáll, mert a szülei nem hiszik el, hogy vámpírok vannak az iskolában.

## Zenék
- Cinderella – „Don't Know What You've Got ('Til It's Gone)” – miután Bebe közli Stannel, hogy Wendy szakít,
- Air Supply – „All Out of Love” – miután Jimmy kijelenti, hogy szerinte Stan kapcsolata Wendyvel véget ért,
- Peter Gabriel – „Shock the Monkey” – Stan ezt a számot játssza Wendy ablaka alatt a magnóból,
- Village People – „Y.M.C.A.” – A Mazsolák éneklik az egyik éttermi jelenetben